# Гжельский ярус
| система                                                                          | система      | отдел        | ярус         | Ниж. граница, млн лет |
| -------------------------------------------------------------------------------- | ------------ | ------------ | ------------ | --------------------- |
| Пермь                                                                            | Пермь        | Приуральский | Ассельский   | 298,9 ±0,15           |
| Карбон                                                                           | Пенсильваний | Верхний      | Гжельский    | 303,7 ±0,1            |
| Карбон                                                                           | Пенсильваний | Верхний      | Касимовский  | 307,0 ±0,1            |
| Карбон                                                                           | Пенсильваний | Средний      | Московский   | 315,2 ±0,2            |
| Карбон                                                                           | Пенсильваний | Нижний       | Башкирский   | 323,4 ±0,4            |
| Карбон                                                                           | Миссисипий   | Верхний      | Серпуховский | 330,3 ±0,4            |
| Карбон                                                                           | Миссисипий   | Средний      | Визейский    | 346,7 ±0,4            |
| Карбон                                                                           | Миссисипий   | Нижний       | Турнейский   | 358,86 ±0,19          |
| Девон                                                                            | Девон        | Верхний      | Фаменский    | больше                |
| Деление и золотые гвозди в соответствии с IUGS по состоянию на декабрь 2024 года |              |              |              |                       |

Гжельский ярус (С3g) — геологический верхний ярус верхнего отдела каменноугольного периода.

## Описание

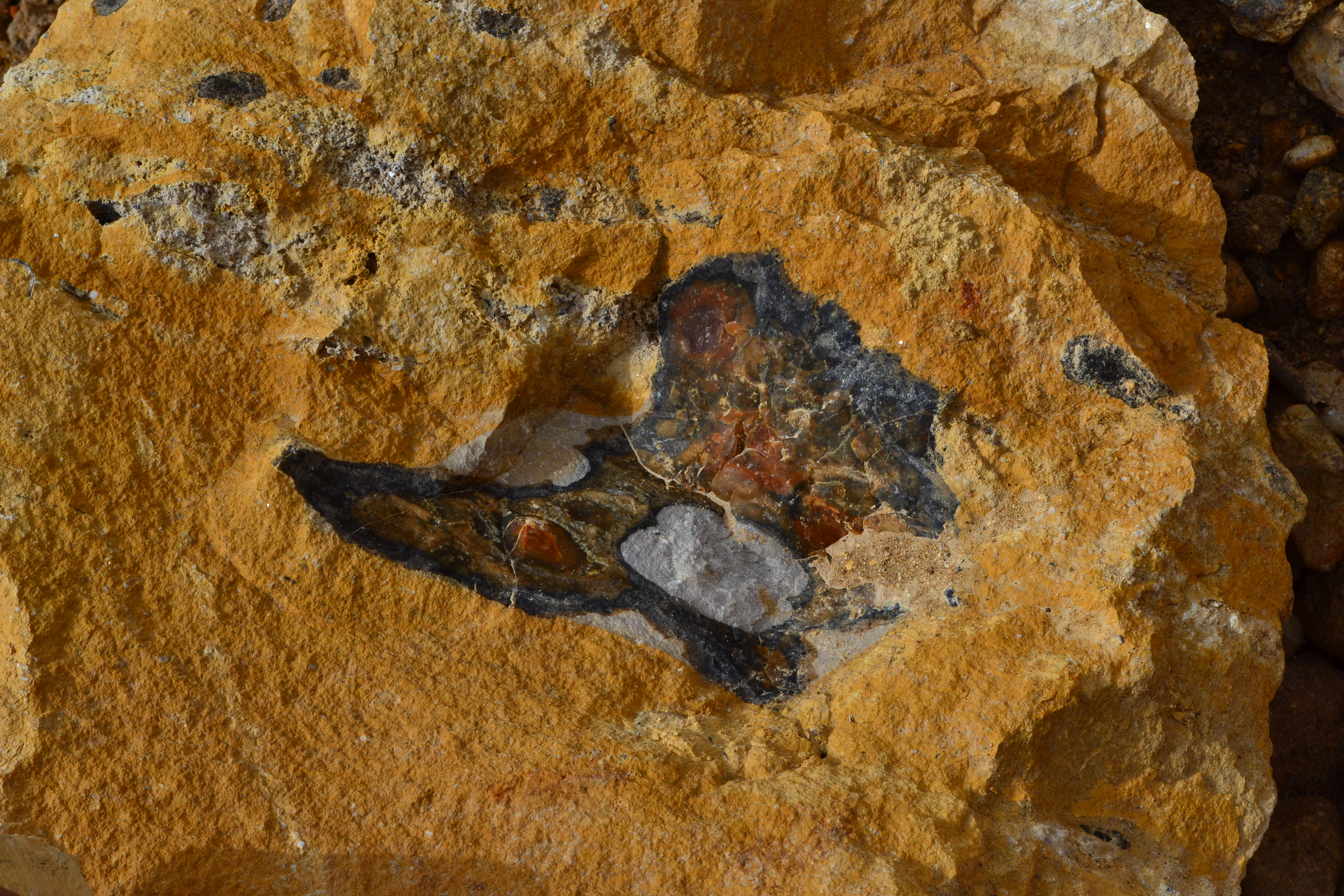
Кремниевая конкреция в известняках

Отложения яруса формировались в интервал с 303,7 ±0,1 по 298,9 ±0,15 млн лет назад. В составе яруса выделяются три горизонта (снизу вверх): добрятинский, павловско-посадский и ногинский. Горизонтам соответствуют одноимённые серии свит. Устаревшее название яруса — омфалотроховый. Сложен известняками, доломитами, красноцветными глинами. В известняках большее количество кремнёвых конкреций. Все осадки яруса сформированы в морских условиях, вблизи подвижной береговой линии.

## Определение

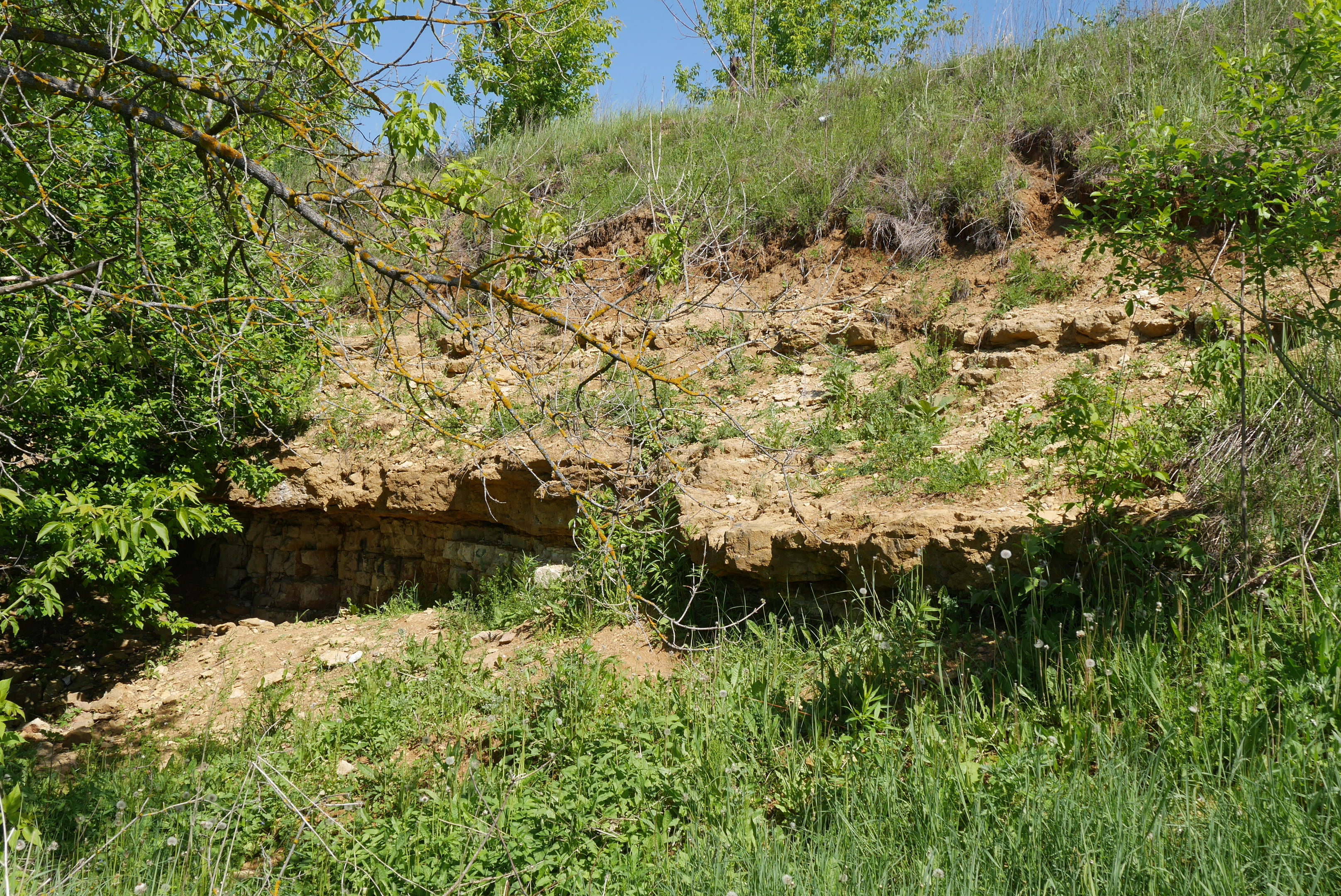
Стратотип гжельского яруса

Ярус выделен С. Н. Никитиным в качестве самостоятельного в 1890 году. Наименование получил по селу Гжель. Стратотипом является расположенная близ станции 55 километр стенка засыпанного известнякового карьера.

## Фауна
В породах яруса встречаются спикулы губок, редкие раковины брахиопод и брюхоногих моллюсков. Руководящая фауна — брахиоподы Choristites supramosqunsis, Neospirifer cameratus и брюхоногие Omphalotrochus canaliculatus.
Основанием гжельского яруса является самое нижнее вхождение фузулинид родов Daixina, Jigulites и Rugosofusulina или самое нижнее вхождение Streptognathodus zethu. Кровлей являются первое вхождение конодонта Streptognathodus isolatus в пределах хронолинии Streptognathus «wabaunsensis»[прояснить].